# Древнеуйгурские письменные памятники
Древнеуйгурские письменные памятники — древние письменные источники уйгуров.
Сохранились в основном на территории Восточного Туркестана, а также современной Монголии. Древнейшие памятники уйгурским письмом относятся к VIII веку. Уже к 11 в. в древнеуйгурском языке сменилось четыре вида письменности: руническая, манихейская, уйгурская и арабская. Руническая письменность была распространена в 7—10 вв. на территории современного Монголии, Южной Сибири и Жетысу. Наряду с другими племенами этой письменностью пользовались и уйгуры Уйгурского государства Монголии (744—840). Основная часть древнеуйгурских письменных памятников создавалась на уйгурской и арабской графике. Известный древнеуйгурский письменный памятник «Хуастуа-нифт» («Покаянная молитва манихейцев», 5 в.) является переводом с согдийского языка. Другим крупным древнеуйгурским письменным памятником считается «Сутра Золотого блеска» («Алтун ярук», 10 в.), перевод с китайского языка.
В национальном музее СУАР КНР (г. Урумчи) собрано свыше 4 тыс. рукописей 10—19 вв. Некоторые письменные памятники уйгурского языка находятся в библиотеках и музеях Германии, Франции, Англии и Японии. Древнеуйгурские письменные памятники делятся на рунописьменные (8—10 вв., Монголия: селенгинский текст Моюн чура, Карабалгасунская надпись и др.); уйгурописьменные, «Покаянная молитва манихейцев», «Сутра Золотого блеска», гератский список «Кутадгу билиг»; официальные юридические документы 10—14 вв., «Жизнеописания святых» (17 в.); «Мираж-намс», «Бахтияр-наме» (15 в.); эпиграфические памятники 8—11 вв. и др.); арабописьменные («Диван лугат ат-турк» Махмуда Кашгари 11 в.; каирский и наманганский списки «Кутадгу билиг» Юсуфа Баласагуни 11 в.; грамматика и словарь Ибн Муканны, 14 в.; «Хибат ул-хакаик» Ахмеда Югнаки, 11 — 12 вв.; «Киссас ул-энбия» Насреддина Рабгузи, 14 в. и др).